# Diego Such Pérez
Diego Such Pérez (La Nucia, Marina Baixa, 10 de gener de 1953) és un economista i polític valencià, conseller de la Generalitat Valenciana i diputat al Congrés dels Diputats.

## Biografia
Es llicencià en Ciències Empresarials a la Universitat de València. Va participar activament en política durant la transició espanyola, el 1975 fou membre de la Junta Democràtica i milità en el Partido Socialista Popular del País Valencià, del que en fou secretari general en 1976, vicepresident el 1988 i representant seu a la Taula de Forces Polítiques i Sindicals del País Valencià. A les eleccions generals espanyoles de 1977 fou candidat de la Unitat Socialista del País Valencià, i després del fracàs del partit advocà la integració en el PSPV-PSOE, del que el 1978 en fou nomenat secretari general adjunt.
En 1991 va abandonar el PSPV i va ingressar en el Partido Popular. A les eleccions municipals espanyoles de 1991 fou escollit regidor de l'ajuntament d'Alacant per aquest partit, i de 1991 al 1995 fou diputat per la província d'Alacant. També fou elegit diputat a les eleccions generals espanyoles de 1993, on fou vocal de la comissió de Sanitat i Consum. El 1995 deixà l'escó i fou escollit a les eleccions a les Corts Valencianes de 1995.
El mateix 1995 fou nomenat conseller d'Indústria i Comerç de la Generalitat Valenciana sota la presidència d'Eduardo Zaplana, càrrec que ocupà fins a 1999. Conegut com el Superconseller, degut a les amples competencies, a la Comunitat Valenciana. Deixa el seu càrrec i a les eleccions municipals espanyoles de 1999 fou escollit per majoria absoluta alcalde de La Nucia. Nogensmenys, en març de 2001 va dimitir del seu càrrec sense donar explicacions i el 2002 va ser nomenat conseller de CAM-Bancaixa.
En 2005 fou cridat a declarar com a testimoni a l'Audiència de València sobre el cas Ivex. El 2009 el seu successor com a alcalde de la Nucia l'acusà d'actuar en connivència amb l'oposició municipal i el va qualificar de càncer i enemic públic número u.
És catedràtic d'economia aplicada i política econòmica a la Facultat de Ciències Econòmiques i Empresarials de la Universitat d'Alacant.